# Shin – Cậu bé bút chì: Kungfu Boys – Mì Ramen đại chiến
Shin – Cậu bé bút chì: Kung Fu Boys ~Mì Ramen đại chiến~ (映画クレヨンしんちゃん 爆盛！カンフーボーイズ ～拉麺大乱～ Kureyon Shinchan: Bakumori! Kanfū Bōizu ~Rāmen Tairan~) là phim anime 2018 được sản xuất bởi Shin-Ei Animation. Là bộ phim điện ảnh thứ 26 trong series manga và anime hài hước Shin – Cậu bé bút chì. Ra mắt tại các rạp phim Nhật Bản từ 13 tháng 4 năm 2018. Đạo diễn của bộ phim là Takahashi Wataru cũng là đạo diễn của bộ phim Shin – Cậu bé bút chì: Trận đấu mãnh liệt! Người bố Robot phản công và bộ phim năm 2016 Shin – Cậu bé bút chì: Ngủ nhanh nào! Cuộc tấn công vĩ đại vào thế giới mơ mộng!. Kịch bản được viết bởi Ueno Kimiko cũng là người viết cho bộ phim năm 2015 Shin - Cậu bé bút chì: Câu chuyện chuyển nhà của tớ! Cuộc tấn công của đội quân xương rồng.

## Nội dung
Trong bộ phim này, Shin đã sẵn sàng để thách thức Kung Fu trong một thị trấn của Trung Quốc ở thành phố Kasukabe, hay còn được gọi là "Thị trấn Aiyā" (アイヤータウン). Shinnosuke và Đội đặc nhiệm Kasukabe sẽ đưa ra một thử thách của Kung Fu không nguy hiểm trên sân khấu.

## Phân vai
- Akiko Yajima trong vai Nohara Shinnosuke
- Mari Mashiba trong vai Toru Kazama và Bạch Tuyết
- Tamao Hayashi trong vai Sakurada Nene
- Teiyū Ichiryūsai trong vai Satou Masao
- Chie Sato trong vai Bo Suzuki
- Miki Narahashi trong vai  Nohara Misae
- Toshiyuki Morikawa trong vai  Nohara Hiroshi
- Satomi Korogi trong vai Nohara Himawari
- Daisuke Sakaguchi trong vai Yoshirin
- Makiko Ohmoto trong vai Micchi
- Miyazon trong vai Miya Zon

## Phòng vé
Phim hoạt hình phát hành vào ngày 13 tháng 4 đã có doanh thu cao nhất tại Phòng vé Nhật Bản trong nửa đầu năm 2018 với Tổng doanh thu là 14,7 triệu đô la Mỹ và hạng 27 trong năm 2018.

## Phát hành DVD
Phim được xếp vào danh sách DVD Hoạt hình Bán chạy nhất năm 2019 với tổng doanh thu ước tính là 5.042.

## Thông tin bên lề
Phim được phát sóng trên TV Asahi vào Chủ nhật, ngày 14 tháng 4 lúc 10:00 sáng và đạt được mức rating 3,1%